# 88. jadralni pehotni polk (ZDA)
Za druge 88. polke glej 88. polk.
88. jadralni pehotni polk (izvirno angleško 88th Glider Infantry Regiment; kratica 88. GIR) je bila zračnopristajalna enota Kopenske vojske Združenih držav Amerike.

## Zgodovina
Polk je bil ustanovljen 1. oktobra 1942 s preoblikovanjem 88. zračnopristajalnega bataljona. Februarja 1945 je bil polk premeščen v Francijo, kjer je bil 1. marca istega leta razpuščen; moštvo in opremo so dodelili 326. jadralnemu pehotnemu polku. 